# Hàng không năm 1907
Đây là danh sách các sự kiện hàng không nổi bật xảy ra trong năm 1907:

## Các sự kiện

### Tháng 3
- 16 tháng 3 - Leon Delagrange bay trên chiếc máy bay 2 tầng cánh có tên gọi Voison ở Bagatelle, Pháp với khoảng cách 30 feet.

### Tháng 8
- 1 tháng 8 - Một sư đoàn Hàng không được thành lập trong Binh chủng thông tin Quân đội Hoa Kỳ để giám sát "mọi vấn đề gắn liền với khí cầu quân sự, máy móc có thể bay, và những vấn đề có liên quan".

### Tháng 9
- 29 tháng 9 - Louis Breguet và Charles Robert Richet đã biểu diễn chiếc máy bay của họ có tên gọi là Gyroplane No. 1, máy bay lên thẳng đầu tiên nâng một người lên khỏi mặt đất. (Máy bay vẫn còn được kiểm soát bằng tay của những người đứng dưới đất).

### Tháng 10
- 12 tháng 10 - Augustus Gaudron bay qua Biển Bắc trên một khí cầu khí nóng có tên là Mammouth. Ông bay 1160 km (721 dặm) từ The Crystal Palace, London đến Hồ Vänern, Thuỵ Điển.
- 19 tháng 10 - Robert Esnault-Pelterie trở thành phi công đầu tiên sử dụng cần điều khiển khi bay ở Buc, Pháp.

### Tháng 11
- 13 tháng 11 - Phi công đầu tiên thực hiện chuyến bay tự do trên một máy bay lên thẳng, tên là Paul Cornu ở Lisieux. Chuyến bay đầu tiên này nâng Cornu lên cao khoảng 30 cm (1 ft) trong 20 giây. Thỉnh thoảng nó vẫn được công nhận như chiếc trực thăng đầu tiên đã bay lên.

## Chuyến bay đầu tiên

### Tháng 7
- 11 tháng 7 - Blériot Type VI Libellule

### Tháng 9
- 10 tháng 9 - Nulli Secundus, khí cầu điều khiển đầu tiên của Quân đội Anh

### Tháng 11
- 10 tháng 11 - Bléroit Type VII, máy bay đầu tiên có hình dạng máy bay hiện đại theo quy ước

### Tháng 12
- 6 tháng 12 - AEA Cygnet, mẫu tàu lượn có dây buộc đầu tiên (cũng được quy cho là một chiếc diều) được thiết kế bởi Alexander Graham Bell. Chuyến bay đầu tiên cũng là chuyến bay đầu tiên của Thomas Selfridge, người đã chết vào một năm sau đó, đầy là người đầu tiên bị chết trong một tai nạn động cơ máy bay.